# 藤原実躬
藤原 実躬（ふじわら の さねみ）は、鎌倉時代の公卿。非参議従三位。父は正二位権大納言藤原公雅、母は忠萬法印の女。

## 経歴
以下、『公卿補任』と『尊卑分脈』の内容に従って記述する。
- 元仁元年（1224年）1月29日、侍従に任ぜられる。
- 嘉禄3年（1227年）1月26日、美濃介を兼ねる。
- 安貞2年（1228年）1月5日、従五位上に昇叙。
- 寛喜3年（1231年）1月5日、正五位下に昇叙。同年4月30日、遠江介を兼ねる。
- 貞永2年（1233年）1月6日、従四位下に昇叙。
- 天福元年（1233年）12月15日、左少将に任ぜられる。
- 暦仁元年（1238年）1月5日、従四位上に昇叙。
- 仁治2年（1241年）1月5日、正四位下に昇叙[3]。
- 仁治4年（1243年）4月9日、従三位に叙される。
- 宝治2年（1248年）3月20日、父公雅の喪に服す。
- 建長4年（1252年）、出家もしくは薨去。

## 系譜
- 父：藤原公雅（1181-1243）
- 母：忠萬法印の娘
- 妻：不詳
- 生母不明の子女
  - 男子：公躬
  - 男子：公順